# William Amaral
William Amaral de Andrade o simplemente William (Río de Janeiro, Brasil, 27 de diciembre de 1967) es un exfutbolista y entrenador brasileño nacionalizado portugués que se desempeñaba como defensa.

## Clubes

### Como jugador[2]
| País                | Club                | Año                 | PJ (G)   |
| ------------------- | ------------------- | ------------------- | -------- |
| Brasil              | Botafogo            | 1985-1987           | ¿?       |
| Portugal            | Desportivo Nacional | 1987-1989           | 71 (6)   |
| Portugal            | Vitória             | 1989-1990           | 30 (2)   |
| Portugal            | Benfica             | 1990-1995           | 100 (11) |
| Francia             | Bastia              | 1995-1996           | 22 (1)   |
| España              | Compostela          | 1996-2000           | 61 (3)   |
| Portugal            | Vitória             | 2000-2002           | 20 (2)   |
| España              | Celta de Vigo       | 2002                | 0 (0)    |
| Total en su carrera | Total en su carrera | Total en su carrera | 304 (25) |

### Como asistente técnico[3]
| País       | Club                  | Año       | AT de:                            |
| ---------- | --------------------- | --------- | --------------------------------- |
| España     | Racing de Ferrol      | 2005-2006 | Juan Veiga                        |
| España     | SD Compostela         | 2006-2007 | ¿?                                |
| España     | Racing de Ferrol      | 2007-2009 | Juan Veiga Monolo Sánchez         |
| España     | SD Compostela         | 2010      | Fabiano Soares                    |
| Francia    | Olympique de Marsella | 2011-2012 | Didier Deschamps                  |
| Luxemburgo | RM Hamm Benfica       | 2012-2014 | Carlo Weis Rui Vieira Paulo Gomes |
| Colombia   | Atlético Nacional     | 2022-2023 | Paulo Autuori                     |

### Como entrenador
| Equipo                       | Periodo                 | Periodo               | Partidos    | Partidos    | Partidos    | Partidos    | Partidos    |
| Equipo                       | Desde                   | Hasta                 | PJ          | PG          | PE          | PP          | Rendimiento |
| ---------------------------- | ----------------------- | --------------------- | ----------- | ----------- | ----------- | ----------- | ----------- |
| SC Valenciano Portugal       | 14 de diciembre de 2004 | 30 de junio de 2005   | Desconocido | Desconocido | Desconocido | Desconocido | Desconocido |
| Vilaverdense FC Portugal     | 1 de julio de 2012      | 15 de octubre de 2012 | Desconocido | Desconocido | Desconocido | Desconocido | Desconocido |
| Mons Calpe Gibraltar         | 1 de julio de 2016      | 17 de enero de 2017   | 13          | 7           | 1           | 5           | 58.98%      |
| Mons Calpe Gibraltar         | 11 de junio de 2019     | 10 de julio de 2019   | Desconocido | Desconocido | Desconocido | Desconocido | Desconocido |
| Lincoln Red Imps Gibraltar   | 28 de mayo de 2020      | 5 de octubre de 2020  | 3           | 2           | 0           | 1           | 88.89%      |
| Atlético Nacional · Colombia | 6 de julio de 2023      | 9 de octubre de 2023  | 21          | 13          | 3           | 5           | 66.66%      |

## Palmarés

### Como jugador
- Primera División de Portugal: 1990-91 y 1993-94
- Supertaça de Portugal: 1991-92